# Phormia regina
Phormia regina är en tvåvingeart som först beskrevs av Johann Wilhelm Meigen 1826.  Phormia regina ingår i släktet Phormia och familjen spyflugor. Arten förekommer tillfälligt i Sverige, men reproducerar sig inte. Inga underarter finns listade i Catalogue of Life.